# Schmalblättrige Studentenblume

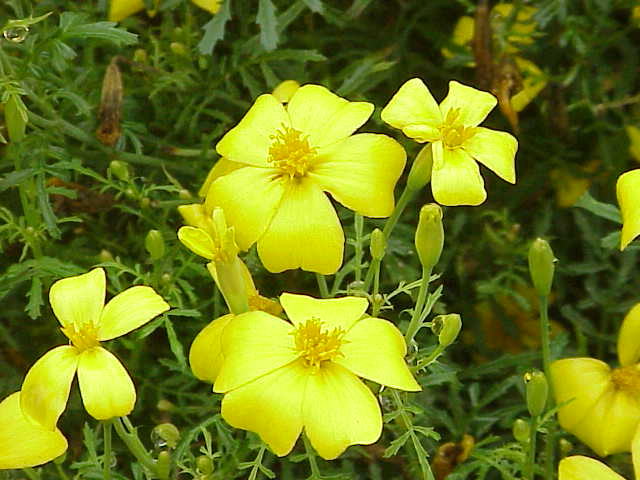
Blüten

Die Schmalblättrige Studentenblume (Tagetes tenuifolia) ist eine Pflanzenart aus der Gattung Tagetes innerhalb der Familie der Korbblütler (Asteraceae).

## Beschreibung

### Vegetative Merkmale
Die Schmalblättrige Studentenblume ist eine einjährige krautige Pflanze, die Wuchshöhen von 20 bis 70 Zentimeter erreicht. Die 5 bis 13 Zentimeter langen Laubblätter weisen 12 bis 22 schmal lanzettliche und sehr scharf gesägte Abschnitte auf.

### Generative Merkmale
Die körbchenförmigen Blütenstände haben einen Durchmesser von 2,5 bis 3 Zentimeter und sind nicht gefüllt. Die Hülle enthält etwa fünf Hüllblätter und ist 10 bis 20 Millimeter lang. Die fünf Zungenblüten sind eiförmig, ausgerandet und goldgelb gefärbt mit einem orangefarbenen, M-förmigen Fleck. Es sind 10 bis 40 Röhrenblüten vorhanden.
Die Blütezeit reicht von Juni bis November.
Die Chromosomenzahl beträgt 2n = 24.

## Vorkommen
Die Schmalblättrige Studentenblume kommt von Mexiko bis Costa Rica an Flussufern vor.

## Nutzung
Die Schmalblättrige Studentenblume wird zerstreut als Zierpflanze für Sommerblumenbeete verwendet. In Asien wird sie außerdem als Gewürz und für Parfum genutzt. Die Art ist mindestens seit 1795 in Kultur. Es gibt einige Sorten mit gelben, roten oder orangen Strahlen.